# La Chèvre de monsieur Seguin
La Chèvre de monsieur Seguin est l'une des nouvelles des Lettres de mon moulin d'Alphonse Daudet. 

## Genèse et inspiration
D'après Claude Gagnière, la nouvelle est clairement attribuée au prête-plume de Daudet, Paul Arène. D'après Roger Ripoll, éditeur des œuvres de Daudet dans la Bibliothèque de la Pléiade, l'étendue de la collaboration de Paul Arène aux Lettres est impossible à déterminer.
Sous forme de lettre à un ami, Pierre Gringoire, la nouvelle est un apologue inspiré (d'après les dernières lignes du texte) d'une histoire populaire de Provence.

## Publication
La Chèvre de monsieur Seguin est publiée dans le quotidien L'Événement du 14 septembre 1866, avant d'être insérée dans la première édition en recueil par Hetzel, en 1869, des Lettres de mon moulin.

## Résumé
Pierre Gringoire, ami de Daudet, ne veut pas se faire chroniqueur dans un journal, mais rester poète. Le narrateur lui fait des remontrances et lui raconte alors l'histoire de la chèvre de M. Seguin. Celui-ci avait eu déjà six chèvres, toutes mangées par le loup pour avoir voulu goûter à la liberté de la montagne. La septième, Blanquette, bien traitée par son maître, commence à s'ennuyer, comme celles qui l'ont précédée. Elle confie à M. Seguin son souhait de partir dans la montagne et essuie un refus effrayé de la part de son maître. Pour prévenir toute escapade, il l'enferme dans une étable. Il oublie de fermer la fenêtre, que la chèvre utilise aussitôt pour quitter les lieux.
Elle découvre alors la montagne majestueuse et passe une délicieuse journée. Elle trouve même l'occasion de s'ébattre avec un jeune chamois au pelage noir. Le soir, bien qu'elle ait entendu le hurlement du loup, puis le son de la trompe de M. Seguin, Blanquette ne rentre pas à l'enclos. Voyant son prédateur, elle décide de lutter contre lui. Le combat dure toute la nuit. Au lever du jour, Blanquette, épuisée et couverte de blessures, se laisse dévorer.

## Adaptation
La Chèvre de monsieur Seguin a été enregistrée par Fernandel.